# Theresa Emil Eslund
Theresa Emil Eslund, nata Nielsen (20 luglio 1986), è un'allenatrice di calcio ed ex calciatrice danese, di ruolo difensore, assistente allenatore del Brøndby femminile.

## Palmarès
- Campionato danese: 4

Brøndby: 2010-2011, 2011-2012, 2012-2013, 2014-2015
- Coppa di Danimarca: 6

Brøndby: 2009-2010, 2010-2011, 2011-2012, 2012-2013, 2013-2014, 2014-2015